# Ferdinand Danoy
Pas d'image ? Cliquez ici

a Compétitions nationales et continentales officielles uniquement.

Ferdinand Danoy, né le 24 novembre 1906 à Cases-de-Pène et mort le 30 septembre 1981 à Perpignan, est un joueur français de rugby à XV et de rugby à XIII évoluant au poste de deuxième ligne à XV et de deuxième ligne à XIII dans les années 1930.
Sa carrière sportive est composée de deux phases. La première se déroule au club de rugby à XV de l'USA Perpignan avec lequel il remporte le Challenge Yves du Manoir en 1935 aux côtés de Jacques Palat, Joseph Desclaux et Paul Porical. Il change de code de rugby pour du rugby à XIII et rejoint le XIII Catalan de Perpignan remportant la Coupe de France en 1939 aux côtés de François Noguères, Jep Maso et Augustin Saltraille.

## Biographie
Ferdinand Danoy naît le 24 novembre 1906 à Cases-de-Pène dans le département français des Pyrénées-Orientales.
Ferdinand Danoy rejoint le XIII Catalan quelques jours avant la finale du Championnat de France en 1937 , il dispute donc son premier de rugby à XIII lors de cette rencontre, et n'a donc pas pris part à la finale de la Coupe de France.
Il meurt le 30 septembre 1981 à Perpignan.

## Palmarès

### Rugby à XV
- Collectif :
  - Vainqueur du Challenge Yves du Manoir : 1935 (USA Perpignan).
  - Finaliste du Championnat de France : 1935 (USA Perpignan).
  - Finaliste du Challenge Yves du Manoir : 1936 et 1937 (USA Perpignan).

### Rugby à XIII
- Collectif :
  - Vainqueur de la Coupe de France : 1939 (XIII Catalan).
  - Finaliste du Championnat de France : 1937 (XIII Catalan).

#### Statistiques
| Saison    | Saison       | Championnat           | Championnat | Championnat | Championnat | Championnat | Championnat | Championnat | Coupe           | Coupe      | Coupe | Coupe | Coupe | Coupe | Coupe |
| Saison    | Saison       | Comp.                 | Class.      | M           | Pts         | Ess.        | Buts        | Dp.         | Comp.           | Class.     | M     | Pts   | Ess.  | Buts  | Dp.   |
| --------- | ------------ | --------------------- | ----------- | ----------- | ----------- | ----------- | ----------- | ----------- | --------------- | ---------- | ----- | ----- | ----- | ----- | ----- |
| 1936-1937 | XIII Catalan | Championnat de France | Finaliste   | ?           | -           | -           | -           | -           |                 |            | ?     | -     | -     | -     | -     |
| 1937-1938 | XIII Catalan | Championnat de France | 1/4 finale  | ?           | -           | -           | -           | -           | Coupe de France | 1/2 finale | ?     | -     | -     | -     | -     |
| 1938-1939 | XIII Catalan | Championnat de France | 5e          | ?           | -           | -           | -           | -           | Coupe de France | Vainqueur  | ?     | -     | -     | -     | -     |